# Heinsen (Eime)
Heinsen ist eine aus dem Rittergut Heinsen bestehende Ortslage des Ortsteils Deilmissen des Fleckens Eime in der Samtgemeinde Leinebergland im Landkreis Hildesheim in Niedersachsen.

## Geografie
Heinsen liegt nordöstlich des Thüster Bergs an der Heinser Straße (Kreisstraße 5) zwischen dem 1,5 km entfernten Salzhemmendorfer Ortsteil Ahrenfeld im Nordwesten und dem 1,5 km entfernten Eimer Ortsteil Deilmissen im Osten. Eime liegt 5 km nordöstlich. Durch Heinsen fließt der Heinser Bach, ein Zufluss der Akebeke im Flusssystem Leine (Aller).

## Geschichte

Jakob Lampe

Heinsen wird 1382 urkundlich unter dem Namen Heynhusen als Dorf erwähnt. Anfang des 17. Jahrhunderts bestand die Ortschaft aus 5 Kothöfen. Als Ortsname werden 1553 auch Heinse und Hönze und um 1600 Haensen genannt.
Der als Jakob Lampe in Heinsen geborene Jakob Lampadius machte eine Karriere vom Prinzenerzieher bis zum Vizekanzler des Herzogtums Braunschweig-Lüneburg. Er erwarb aus seinen Einkünften die Hofstellen in Heinsen und eine weitere in Ahrenfeld. Herzog Friedrich Ulrich verlieh ihm und seinen Nachkommen am 6. Oktober 1626 diverse Abgabenbefreiungen und Privilegien für das aus den zusammengelegten Höfen entstandene Gut. Der spätere Deutsche Kanzler Christian Ulrich von Hardenberg erwarb das Gut im Jahr 1711 und erhielt für das Rittergut 1726 und 1729 durch königliche und kaiserliche Urkunden adlige Gerechtsame. Sein Sohn Christoph Friederich von Hardenberg ließ das Herrenhaus und die heutige Gebäudeanordnung in den Jahren 1735 bis 1745 errichten.
Von 1796 bis 1926 war der gemeindefreie Gutsbezirk Heinsen in Besitz derer von Hammerstein. Seit etwa 1900 war die Verwaltung mit der der Gemeinde Deilmissen verbunden. Das seit 1726 mit dem Gutsbesitz verbundene Patronat der Kirche in Esbeck ruht seitdem die Kirchengemeinde Esbeck mit der Kirchengemeinde Mehle pfarramtlich verbunden ist (1994).
Deilmissen wurde 1964 Mitglied der Samtgemeinde Eime und am 1. März 1974 Ortsteil des Fleckens Eime.

## Rittergut Heinsen

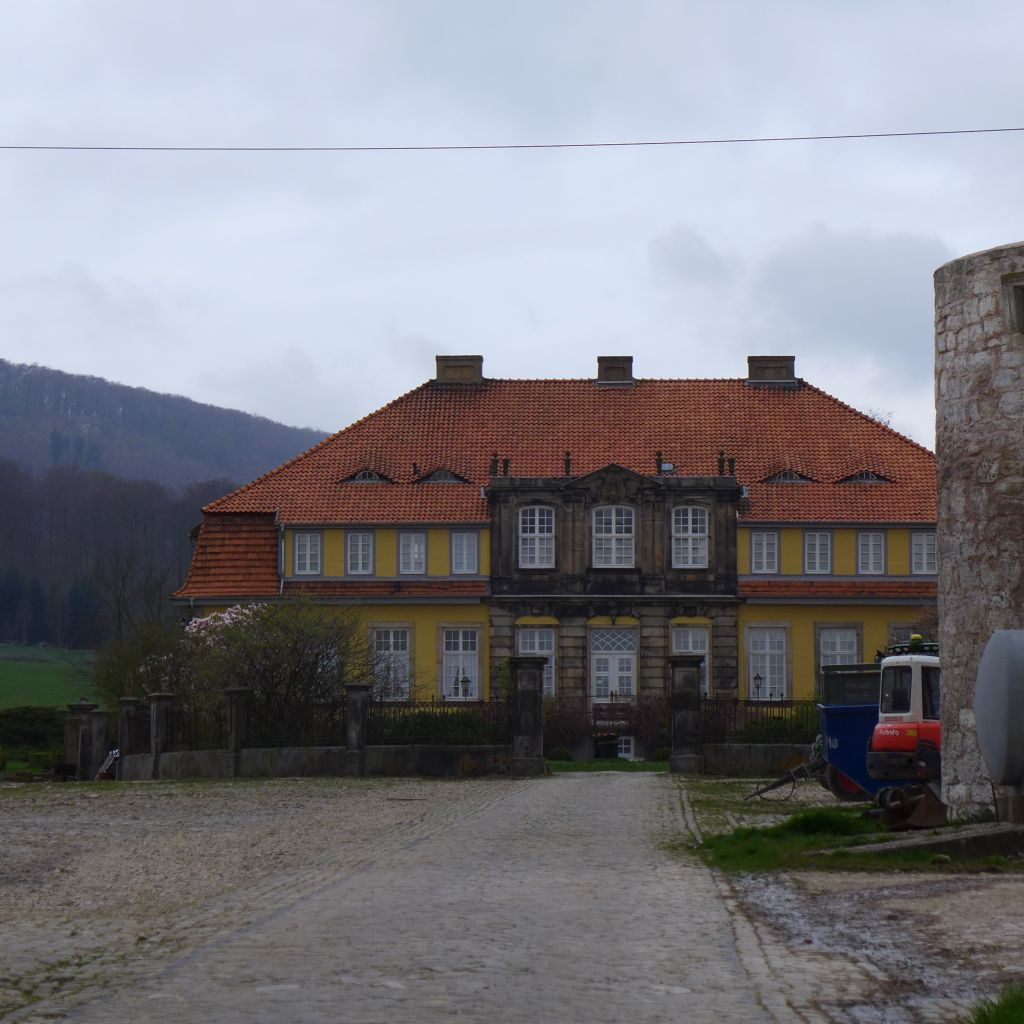
Gutshaus Heinsen

Das Gut Heinsen ist ein etwa in West-Ost-Richtung symmetrisch angeordnetes Gebäudeensemble. Das Herrenhaus im Westen wird durch einen halbrunden Vorgarten von den sich östlich anschließenden Neben- und Wirtschaftsgebäuden getrennt. Die Zufahrt zur Kreisstraße liegt im Osten der Ortslage. Der Garten um das Herrenhaus und die sich bis zur Kreisstraße im Norden des Gutes erstreckende Koppel sind von einer um das Jahr 1741 errichteten Bruchsteinmauer umgeben. Die Steine sollen aus der Ruine der Ahrenfelder Burg stammen.
Das 1724 oder um 1735 errichtete Herrenhaus ist ein einstöckiger rechteckiger Bau aus Bruchstein. Die elfachsige Hoffront wird durch einen aus den drei mittleren Achsen gebildeten zweigeschossigen Risalit gegliedert. Wandflächen sind verputzt, Teilbereiche mit Sandstein verblendet. Das Gebäude brannte 1924 aus. Dabei wurde auch das Gutsarchiv vernichtet. Beim Wiederaufbau wurden die Raumaufteilung im vom Feuer zerstörten Innern und die Dachform verändert. In einer Nische im Fundament fand man bei den Umbauarbeiten das Gerippe eines als Bauopfer eingemauerten Hundes.
Im inzwischen schlichter gestalteten halbkreisförmigen Vorgarten östlich des Herrenhauses gab es einst eine Wasserkunst mit über 20 Fuß hohen Fontänen. Hierzu entstand 1738 eine 4000 Fuß lange Rohrleitung vom Kanstein (Thüster Berg). Sie diente wie der zu mehreren Teichen aufgestaute Heinser Bach auch zur Wasserversorgung von Küche, Brauhaus, Ställen und der später zu einem Wohnhaus umgebauten Wassermühle des Gutes.
Die meisten Nebengebäude des Gutes wurden im 19. oder 20. Jahrhundert auf den alten Grundmauern aus Backstein und Fachwerk an das Aussehen der erhaltenen Bauteile angepasst neu errichtet.

## Politik
Gemeinderat und Bürgermeister
Heinsen wird auf kommunaler Ebene von dem Gemeinderat des Fleckens Eime vertreten.

## Kultur und Sehenswürdigkeiten

### Bauwerke
- Rittergut Heinsen

### Naturdenkmale
Eine Eiche im Gutspark sowie 7 Buchen an markanten Stellen am Waldrand des Heinser Holzes am Nordosthang des Thüster Berges südwestlich bis südlich von Heinsen wurden als Naturdenkmale geschützt.

## Wirtschaft und Infrastruktur
Heinsen ist an Werktagen sechsmal je Richtung durch Busse des Regionalverkehr Hildesheim mit unter anderem Eime, Gronau und Elze verbunden.

## Persönlichkeiten
Söhne und Töchter des Ortes
- Jakob Lampadius (1593–1649), Jurist und braunschweig-lüneburgischer Staatsmann